# Trofeo Matteotti 1987
Il Trofeo Matteotti 1987, quarantaduesima edizione della corsa, si svolse il 2 agosto 1987 su un percorso di 225 km, con partenza e arrivo a Pescara, in Italia. La vittoria fu appannaggio dell'italiano Massimo Ghirotto, che completò il percorso in 6h01'48", alla media di 37,313 km/h, precedendo i connazionali Tullio Cortinovis e Francesco Cesarini.

## Ordine d'arrivo (Top 10)
| Pos. | Corridore          | Squadra                     | Tempo    |
| ---- | ------------------ | --------------------------- | -------- |
| 1    | Massimo Ghirotto   | Carrera Jeans-Vagabond      | 6h01'48" |
| 2    | Tullio Cortinovis  | Gewiss-Bianchi              | a 0'20"  |
| 3    | Francesco Cesarini | Del Tongo-Colnago           | a 0'42"  |
| 4    | Fabrizio Vannucci  | Selca                       | s.t.     |
| 5    | Marcello Siboni    | Ariostea                    | s.t.     |
| 6    | Guido Bontempi     | Carrera Jeans-Vagabond      | a 2'45"  |
| 7    | Maurizio Fondriest | Ecoflam                     | s.t.     |
| 8    | Jesper Worre       | Selca                       | s.t.     |
| 9    | Francesco Moser    | Sup. Brianzoli-Chateau d'Ax | s.t.     |
| 10   | Salvatore Caruso   | Remac                       | s.t.     |